# 紹夫羅內亞鄉
46°16′N 21°18′E / 46.267°N 21.300°E
紹夫羅內亞鄉（羅馬尼亞語：Comuna Șofronea, Arad），是羅馬尼亞的鄉份，位於該國西部，由阿拉德縣負責管轄，面積35平方公里，海拔高度107米，2011年人口2,575，人口密度每平方公里74人。